# Max Steenbeck
Max Theodor Christian Steenbeck  (21 maart 1904, Kiel -  15 december 1981, Oost-Berlijn) was een Duits natuurkundige. In 1935 ontwikkelde hij de eerste werkende betatron, en in 1947 de eerste gascentrifuge voor de scheiding van uraniumisotopen. Hij was toonaangevend binnen de opbouw van het nucleair onderzoek en de nucleaire technologie in Oost-Duitsland. In 1972 ontving hij voor zijn werk de Gouden Lomonosov-medaille van de toenmalige Academie van Wetenschappen van de USSR.

## Persoonlijk
Steenbeck werd geboren in een familie van leraren. Zijn ouders onderwezen hem in de eerste jaren zelf. Hij deed eindexamen in 1922 in Kiel, waar hij tot 1927 eerst scheikunde en daarna natuurkunde studeerde bij Hans Geiger en Walther Kossel, bij wie hij in januari 1929 met een proefschrift over de absolute intensiteitsmeting van  röntgenstraling promoveerde. In hetzelfde jaar trouwde hij met Martha Witt; ze kregen drie kinderen.

## 1927-1945: hoofd wetenschap bij Siemens-Schuckert
Na afronding van het praktische deel van het proefschrift trad Steenbeck in 1927 in dienst als hoofd van het laboratorium van de Wetenschappelijke Afdeling van  Siemens-Schuckertwerke, waar hij zonder onderbreking tot 1945 werkte. In 1943 werd hij technisch directeur en kort daarna voor enige tijd algemeen directeur van de gelijkrichterfabriek in  Siemensstad.
Steenbeck werkte aanvankelijk op het gebied van gasontlading en vroeg in 1937 octrooi aan op de betatron. Vanaf 1940 hield hij zich door de oorlog meer bezig met onderzoek naar magnetisme om natuurkundige methoden te vinden voor het het detecteren van magnetische mijnen. Tegelijkertijd deed hij nadrukkelijk onderzoek aan de natuurkundige eigenschappen van halfgeleiders, om de productiemogelijkheden voor droge gelijkrichters voor gelijkstroomopwekking te verbeteren.
Vanaf 1936 had Steenbeck meerdere kansen om als hoogleraar te worden benoemd.  Daarop ging hij vanwege zijn banden met Siemens-Schuckert nooit in; zo sloeg hij bijvoorbeeld een leerstoel aan de Karelsuniversiteit Praag af.

## 1945-1956: Als Duits specialist in Soechoemi: de gascentrifuge
Nadat het Rode Leger aan het eind van de Tweede Wereldoorlog binnenviel werd Steenbeck in april 1945 in Siemensstad gearresteerd en onder andere met Gustav Hertz en Manfred von Ardenne eerst naar een kamp voor specialisten bij Moskou, en ten slotte naar Soechoemi gebracht om aan de ontwikkeling van een Sovjet atoombom te werken. In een bijna paradijselijk omgeving aan de voet van de Kaukasus direct aan de Zwarte Zee, maar in een met prikkeldraad omheind voormalig herstellingsoord, werkten meer dan 100 Duitse specialisten aan deze belangrijke zaak voor de Sovjet-Unie.
Steenbeck leidde daarin een groep voor uraniumverrijking en ontwikkelde, na mislukte proeven met verschillende scheidingsprocessen, vanaf het einde van 1947 het idee van een gascentrifuge voor de scheiding van isotopen. Dit briljante werk verschafte de Sovjet-Unie de destijds modernste technologie voor isotopenscheiding.
Tussen 1952 en 1956 begonnen opnieuw jaren van verandering in Leningrad en Kiev; nadat hun werkzaamheden aan het Sovjet kernwapen waren voltooid, mochten de wetenschappers aan het werk aan openbare wetenschappelijke vraagstukken om zich van de nieuwste ontwikkelingen op hun eigenlijke vakgebied te distantiëren, om zo na de terugkeer naar Duitsland geen gevaar voor de veiligheid te vormen. Steenbeck werkte ten slotte bij het Natuurkundig Instituut van de Oekraïense Academie van Wetenschappen in Kiev aan halfgeleiderproblemen, en publiceerde artikelen op het gebied van geofysica.
In het voorjaar van 1956 kon de vroegere Steenbeckgroep naar Oost-Duitsland terugkeren. Door ex-medewerkers van Steenbeck, die via Degussa een octrooi in Oostenrijk en West-Duitsland aanvroegen, verspreidde de gascentrifugetechnologie zich naar het Westen en dat leidde tot spanningen tussen de VS en West-Duitsland. In het bijzonder de verklaringen van de voormalige minister voor atoomenergie Franz Josef Strauß over een "Degussa'se ultracentrifuge" in oktober 1960, leidden tot speculaties over een "goedkope bom" uit West-Duitsland. Maar pas in 1986 werd de eerste West-Duitse gascentrifuge-fabriek in Gronau in gebruik genomen.

## Na 1956: ontwikkeling van de Oost-Duitse nucleaire technologie
Onmiddellijk na zijn terugkeer werd Steenbeck in 1956 naar het Instituut voor Plasmafysica van de Friedrich-Schiller-Universität Jena ontboden, waar hij tot 1959 doceerde. Tegelijkertijd leidde hij tot 1960 het Instituut voor Magnetische Materialen in Jena, en tot 1969 was hij directeur van het Instituut voor Magnetohydrodynamica.
Als lid van de Raad voor Onderzoek van de DDR, waarvan hij van 1965 tot 1978 voorzitter was, had Steenbeck sinds 1957 beduidende invloed op de ontwikkeling van het nucleaire onderzoek en de nucleaire technologie in de DDR. Van 1957 tot 1962 was hij bovendien als directeur van de VEB Ontwikkeling en Planontwerp voor Nucleaire Installaties verantwoordelijk voor de bouw van kerncentrales. Naast zijn publicaties getuigen talrijke onderscheidingen en lidmaatschappen van wetenschappelijke academies en organisaties van de erkenning voor zijn verdiensten.